# Yarkand
Pour les articles homonymes, voir Yarkand (homonymie).
Yarkand (chinois : 莎车镇 ; pinyin : shāchē zhèn), est une ville-oasis du Xinjiang, en Chine. Sa population était de 72 000 habitants en 1990, en majorité ouïghoure. C'est le chef-lieu du xian de Yarkand.
L’oasis est arrosée par les eaux de la rivière Yarkand et couvre 3 210 km2.
La ville, située sur la route de la soie, occupe une situation stratégique entre Khotan et Kashgar. Elle fut la capitale du Khanat de Yarkand (1514 — 1705) et du khanat de Kashgar au XVIIe siècle.

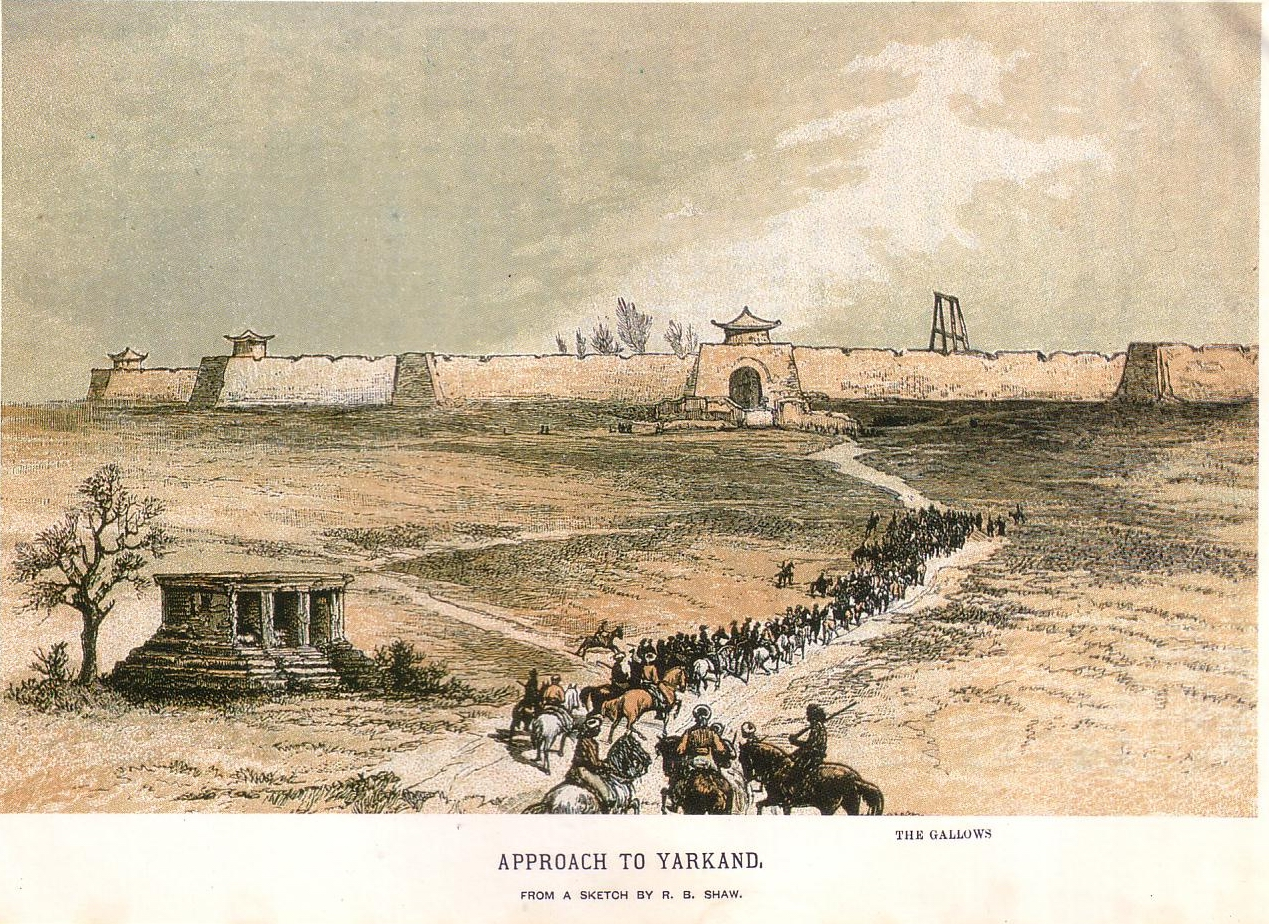
À l'approche de Yarkand, en 1868

Sous le règne de l'empereur Tang Taizong, de la dynastie Tang, la Chine conquiert le Xinjiang une première fois entre 640 et 648, dont Yarkand en 635. La région est entre la Chine impériale, différents khanats et le Califat abbasside vers 820.
Elle est inscrite une seconde fois sur le territoire de la Chine depuis 1767, sous la dynastie Qing, qu'elle n'a plus quitté depuis.